# M'mouck
M'mouck, aussi connue sous le nom de Fossimondi, est l’un des 60 villages de la municipalité d’Alou, située dans le département de Lebialem, dans la Région du Sud-Ouest du Cameroun. Elle se trouve dans une zone montagneuse des roches des monts Bamboutos.

## Population
Lors du recensement de 2005, Fossimondi comptait 6 172 habitants.